# In a Lonely Place
In a Lonely Place és una pel·lícula estatunidenca dirigida per Nicholas Ray i estrenada l'any 1950.	

## Comentaris
Des d'un plantejament propi del cinema negre, que ens aporta un crim, una investigació i molta ambigüitat en els personatges, Nicholas Ray perfila un drama romàntic i fosc. Moderna i avançada al seu temps, In a Lonely Place se submergeix en els secrets de l'amor fou sense mostrar cap pietat per les seves solitàries criatures. No és la trama de l'assassinat l'essencial, sinó un teló de fons que provoca tremendes dificultats en aquesta destructiva relació de parella.

## Crítica
A l'estrena, inicialment les ressenyes van ser en general positives (en particular, molts crítics elogiaven les actuacions de Bogart i Grahame), però molts van qüestionar la possibilitat de comercialitzar-la atès el seu fosc final.
La revista Variety al maig de 1950 va donar a la pel·lícula una bona ressenya i va escriure: Humphrey Bogart té un paper simpàtic… el director Nicholas Ray manté bé el suspens. Bogart està excel·lent. Glòria Grahame, com el seu romanç, també recull felicitacions 
Bosley Crowther lloa la pel·lícula, sobretot l'actuació de Bogart i el guió: «Tothom ha de ser feliç aquest matí. Humphrey Bogart està en plena forma en la seva última producció realitzada de forma independent, In a Lonely Place i la pel·lícula és un gran melodrama».

## Repartiment
- Humphrey Bogart: Dixon Steele
- Gloria Grahame: Laurel Gray
- Frank Lovejoy: Detectiu Brub Nicolai
- Carl Benton Reid: Capità Lochner
- Art Smith: Mel Lippman
- Martha Stewart: Mildred Atkinson
- Jeff Donnell: Sylvia Nicolai
- Robert Warwick: Charlie Waterman